# Xavier Hernández i Creus
Xavier Hernández i Creus, conegut com a Xavi (Terrassa, 25 de gener del 1980), és un exfutbolista i entrenador de futbol català. Des del 6 de novembre del 2021 fou l'entrenador del primer equip masculí de futbol del FC Barcelona, de la Primera Divisió espanyola, càrrec del qual fou destituit el 24 de maig de 2024.
Considerat àmpliament com un dels millors migcampistes de tots els temps, com a futbolista es va fer famós per les seves passades, la seva visió de joc, la seva retenció de la pilota i el seu posicionament.
Va desenvolupar pràcticament tota la seva carrera de futbolista al FC Barcelona, club al qual va arribar el juliol del 1991, quan només tenia 11 anys. El 21 de maig de 2015 va anunciar la seva marxa del club català, del qual n'era el capità, per fitxar pel club qatarià Al-Sadd SC Doha, en el qual finalment es va retirar el 2019, tot manifestant la seva voluntat de fer d'entrenador de futbol.
Futbolista de gran classe, jugava com a migcampista organitzador, amb una excel·lent visió de joc, una ràpida passada en curt i un bon xut que li va servir per a marcar força gols (85 amb el Barça, en 767 partits). En el seu moment, fou considerat el successor natural de Josep Guardiola al mig del camp blaugrana i és mundialment reconegut un dels millors migcampistes de tots els temps, així com el millor futbolista català de la història.
És el segon jugador que ha disputat més partits amb el primer equip del Futbol Club Barcelona amb un total de 767, per davant d'Andrés Iniesta, Sergi Busquets, i Migueli (amb 664), només superat per Leo Messi (778). Mentre va ser al Barça, era el jugador del FC Barcelona que havia assolit més títols amb un total de 29 (25 amb el club i 4 amb la selecció estatal). També és un dels jugadors que més cops ha jugat amb la selecció espanyola, amb 133 partits, i el tercer jugador que més partits ha jugat a la Lliga de Campions de la UEFA, amb 151, per darrere d'Iker Casillas i Cristiano Ronaldo.
Amb la selecció estatal, Xavi va guanyar la Copa del Món sub-20 el 1999, i una medalla olímpica d'argent a les Olimpíades de 2000. Després de debutar a la selecció absoluta el 2000, va jugar un total de 133 cops amb la selecció espanyola, i fou una figura decisiva en els èxits de l'equip. Fou cabdal en el triomf espanyol al Mundial 2010 i també a l'Eurocopa 2008 i l'Eurocopa 2012. Fou nomenat per la UEFA millor jugador del torneig a l'Eurocopa 2008, i inclòs a l'equip ideal de l'Eurocopa el 2008 i el 2012. A l'Eurocopa 2012, amb dues assistències a la final, Xavi va esdevenir el primer jugador en fer assistències en dues finals diferents de la competició. Va assolir un 91% d'efectivitat en les passades al Mundial 2010 i fou inclòs a l'equip ideal del mundial. Després del Mundial 2014, Xavi va anunciar la seva retirada de la selecció espanyola.
Amb el FC Barcelona, Xavi va guanyar vuit lligues i quatre lligues de campions. Va guanyar un total de 31 trofeus entre el club i la selecció, un total de rècord entre els jugadors catalans, i només sobrepassat per Andrés Iniesta entre els jugadors espanyols. El 2009 va quedar tercer en la votació del premi FIFA World Player i va esdevenir així el primer català de la història en quedar entre els tres primers; més tard va quedar 3r dos cops més els anys següents, quan el premi ja era la Pilota d'Or, els anys 2010 i 2011. El 2011, fou segon rere Lionel Messi al Premi al Millor Jugador d'Europa de la UEFA. Va obtenir també el premi al millor creador de joc de la IFFHS quatre anys: 2008, 2009, 2010 i 2011. Xavi va ser inclòs a l'equip de l'any de la UEFA cinc anys (2008, 2009, 2010, 2011, 2012), i votat al FIFA World XI sis cops: 2008, 2009, 2010, 2011, 2012, 2013. També va obtenir el premi Princesa d'Astúries dels esports el 2012.

## Primers anys de vida
Nascut a Terrassa, Xavi prové del planter del FC Barcelona a La Masia, a la qual es va incorporar als 11 anys procedent de l'UFB Jàbac Terrassa i del Terrassa FC. El seu pare, Joaquim, va ser jugador del Sabadell a primera divisió. Xavi es va obrir pas als equips juvenils i de reserva i va ser un membre clau de l'equip Barcelona B de Josep Maria Gonzalvo que va aconseguir l'ascens a Segona Divisió.
Tot i que al principi es va inspirar en Pep Guardiola al Barça, de nen Xavi també veia molt de futbol anglès, i admirava els centrecampistes John Barnes, Paul Gascoigne i Matt Le Tissier.

## Carrera de jugador

### FC Barcelona

#### 1998–2001: Començament
El progrés de Xavi en el filial del Barça li va permetre debutar de titular en un partit de la Copa Catalunya contra el Lleida el 5 de maig de 1998 i va marcar el seu primer gol el 18 d'agost de 1998 a la Supercopa d'Espanya de 1998 contra el RCD Mallorca. Va debutar a la Lliga el 3 d'octubre del 1998 contra el València CF, en una victòria del Barcelona per 3-1. Pocs dies abans, el 16 de setembre de 1998, s'havia produït el seu debut a la Lliga de Campions de la UEFA a Old Trafford davant el Manchester Utd. Xavi, que al principi jugava de forma intermitent amb el filial i el primer equip, va ser decisiu perquè el Barça es proclamés campió de Lliga en marcar un gol al camp del Valladolid que va valdre la victòria (0-1) i va ser clau per a la marxa de l'equip: l'equip era desè a la classificació i, a partir d'aquella victòria, va iniciar la remuntada amb què acabaria guanyant la Lliga. Aquella lliga va ser, per tant, el seu segon títol professional, després del Mundial sub-20 de 1999 amb la selecció espanyola.
Va acabar la temporada de debut amb 26 partits jugats, sent nomenat Jugador Revelació de la Lliga 1999 i convertint-se en el principal creador de joc del Barcelona després de la lesió de Pep Guardiola en la temporada 1999-2000.

#### 2001–2008: Consolidació en l'equip i 2n capità
En aquells anys, el Barça estava a punt de fer fallida i lluitava per mantenir-se a l'elit de la Lliga. Jugant al centre del camp, però en un paper més defensiu, Xavi va donar 20 assistències i va marcar 7 gols en aquelles dues temporades. El 16 de març de 2002, va marcar el seu primer gol en un Clàssic contra el Reial Madrid.
Les temporades següents, Xavi es va anar guanyant una plaça definitiva a l'equip a poc a poc, alternant la seva posició amb Guardiola, fins a la marxa d'aquest al Brescia Calcio al final de la temporada 2000-2001.
Assentat al centre del camp del Barça i de la selecció espanyola com un dels millors organitzadors d'Europa, Xavi va experimentar encara una nova millora en el seu joc amb l'arribada de Frank Rijkaard a l'equip (2003-2004). L'entrenador neerlandès va avançar la posició de Xavi, apropant-lo a l'àrea, i va esclatar la versió més ofensiva del jugador, que va començar a participar de manera més directa i decisiva en els atacs de l'equip.
No va ser fins al 14 de maig de 2005 que Xavi va poder assaborir el seu tercer títol: el FC Barcelona es va proclamar campió de Lliga -la seva segona lliga particular-. A més a més, a l'estiu de 2005 es va proclamar campió de la supercopa espanyola contra el Betis; títol que repetiria un any després (20 d'agost de 2006) contra el RCD Espanyol marcant el primer gol del seu equip (3-0).

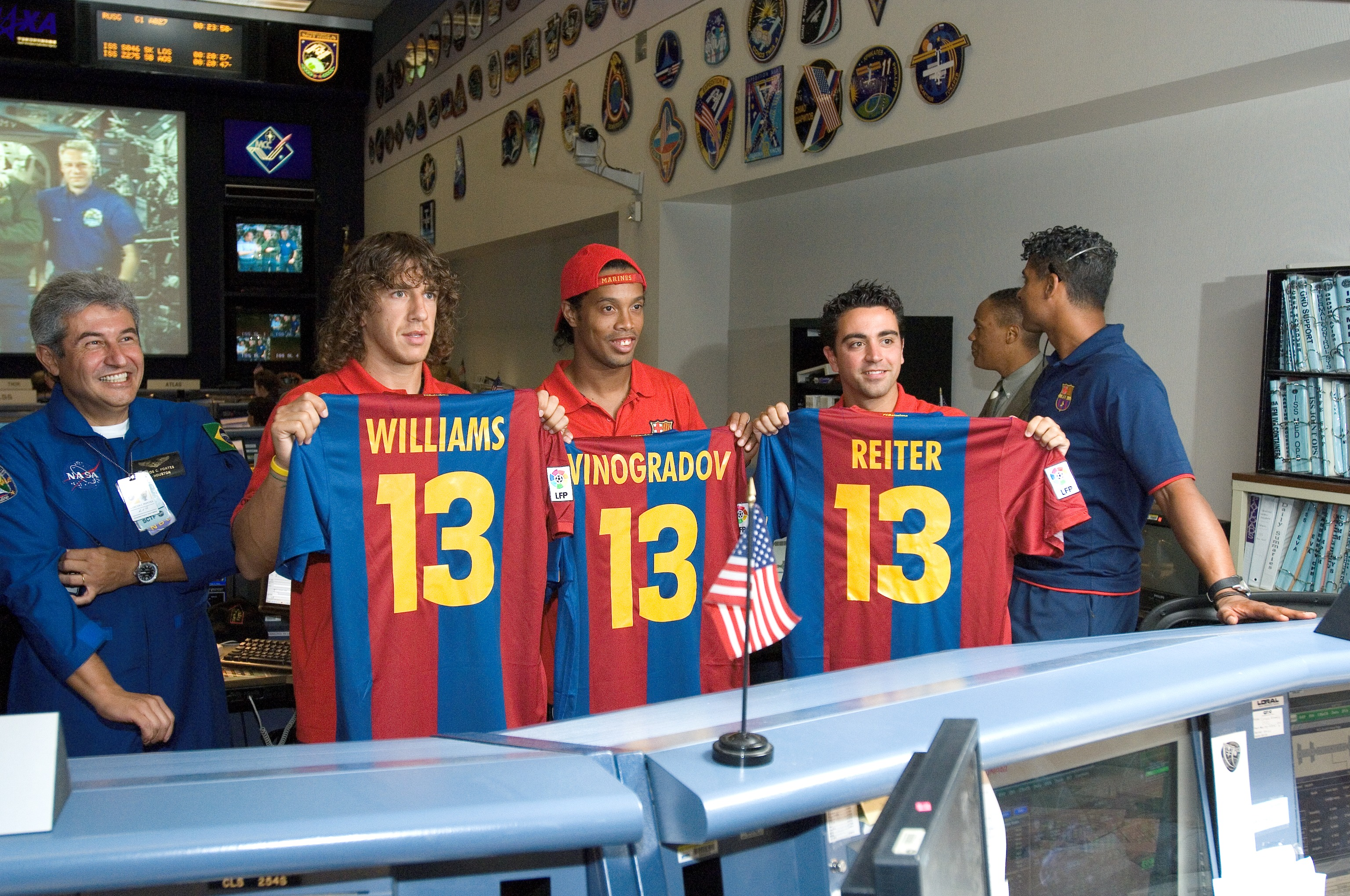
Xavi (dreta) amb Carles Puyol i Ronaldinho al Johnson Space Center de la NASA el 2006

El 2 de desembre de 2005 va patir un trencament del lligament encreuat anterior del seu genoll dret en un entrenament. Va estar apartat dels terrenys de joc durant cinc mesos, fins al 29 d'abril de 2006, quan va reaparèixer en un partit de lliga contra el Cadis CF al Camp Nou. La victòria del Barça aquell dia el va apropar a aconseguir la lliga 2005-06 una jornada després.
El 17 de maig de 2006 es va proclamar campió de la Lliga de Campions a l'Stade de France de París. El FC Barcelona es va imposar a l'Arsenal FC per 2 gols a 1, encara que Xavi no va disputar aquest partit per no haver recuperat la forma totalment després de la seva greu lesió. A aquella Champions, però, seguiren dues temporades en blanc i molt males sensacions per l'equip, que causà gran criticisme entre el barcelonisme i temptatives de traspassar el jugador per causa del seu estil de joc, llavors considerat massa horitzontal per alguns.

#### 2008–2012: Èxit constant a nivell nacional i Europeu

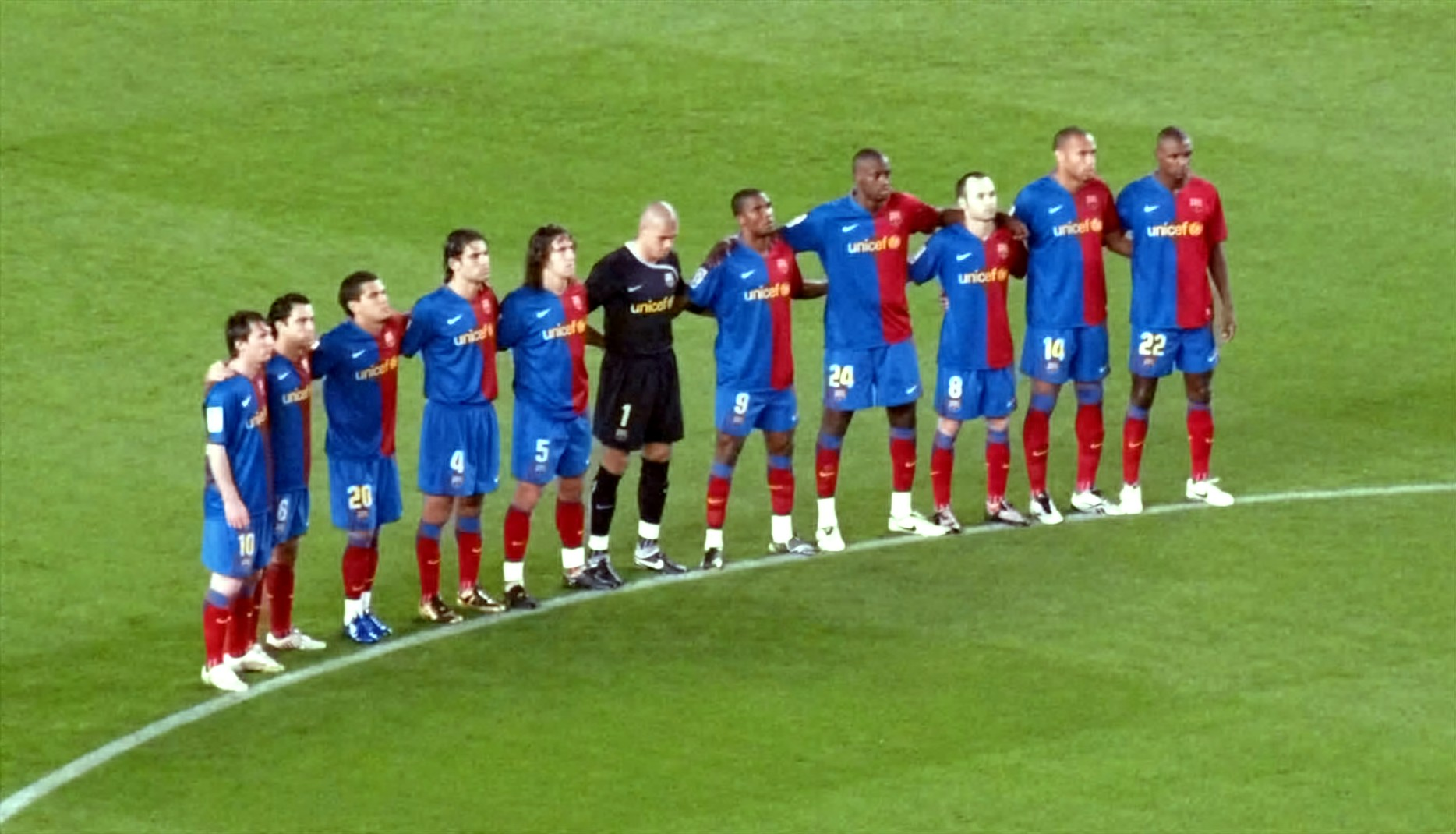
Alineació titular del FC Barcelona, moments abans d'iniciar el partit contra la UD Almeria a la primera volta de la lliga 2008-09. D'esquerra a dreta: Leo Messi, Xavi Hernández, Dani Alves, Rafa Márquez, Carles Puyol, Víctor Valdés, Samuel Eto'o, Yaya Touré, Andrés Iniesta, Thierry Henry i Éric Abidal.

Després de ser nomenat Millor Jugador del Torneig a l'Eurocopa 2008, Xavi va parlar amb el Bayern de Múnic sobre un traspàs, però el recent entrenador del Barcelona, Pep Guardiola, el va convèncer que era massa important per al club com per permetre'l marxar. Va ser part principal del triplet del Barcelona i va marcar el quart gol en una victòria per 4-1 a la final de la Copa del Rei 2009 contra l'Athletic Club, amb un tir lliure. En Lliga, un dels seus partits més significatius va ser la victòria per 2-6 contra el Reial Madrid el 2 de maig del 2009, partit durant el qual va donar quatre assistències de gol: una a Carles Puyol (1-2), dues a Lionel Messi (1-3 i 2-5) i una altra a Thierry Henry (2-4).

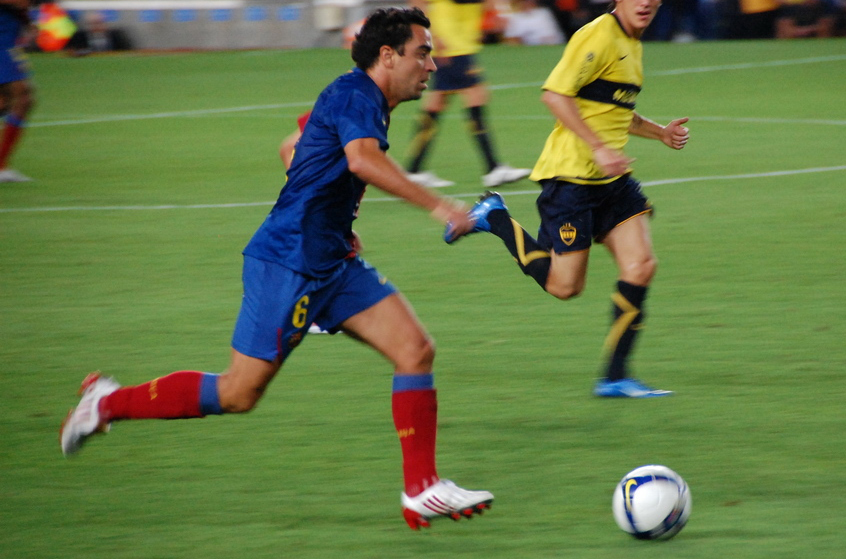
Xavi durant el Trofeu Joan Gamper de 2008.

Xavi va contribuir a la victòria del Barcelona a la final de la Lliga de Campions del 2009 per 2-0 contra el Manchester United, assistint en el segon gol centrant a Messi perquè rematés de cap. Abans del partit, l'entrenador del Manchester United, Sir Alex Ferguson, es va desfer en elogis cap a la combinació de Xavi i Andrés Iniesta al centre del camp, declarant: "No crec que Xavi i Iniesta hagin regalat la pilota en la seva vida. Et pugen a aquest carrusel i et poden deixar marejat". Xavi va ser elegit "millor centrecampista de la competició per la seva contribució durant la victoriosa campanya del Barcelona a la Lliga de Campions 2008-09. També va ser el jugador que més assistències va donar a la Lliga (20) i a la Lliga de Campions (7). Xavi tenia contracte amb el Barça fins al 2014, després d'haver ampliat el contracte durant la temporada 2008-09. El nou contracte el va convertir en un dels més elevats del club, amb un sou de 7,5 milions d'euros l'any.
La temporada 2009-10, Xavi va tornar a encapçalar la taula d'assistències i en va donar les dues a la victòria del Barcelona contra el Reial Madrid per 2-0 al Santiago Bernabéu. El Barça va guanyar el títol de Lliga amb un rècord de 99 punts i Xavi va ser aclamat el segon millor jugador de l'equip en una votació realitzada al llarg de la temporada. El 3 de juny de 2010, el diari madrileny Marca li va atorgar el tercer lloc al premi anual Trofeu Alfredo di Stéfano al millor jugador de la Lliga, per darrere de Messi i Cristiano Ronaldo.
El 8 d'abril de 2010, Xavi va rebre la Medalla d'Honor de la seva ciutat natal, Terrassa.
Després dels triomfs del FC Barcelona a la Supercopa d'Espanya 2011, el 17 d'agost d'aquell any, i a la Supercopa d'Europa 2011, Xavi Hernández, el 26 d'agost va superar Guillermo Amor com el jugador amb més títols oficials amb el FC Barcelona, amb un total de 18.

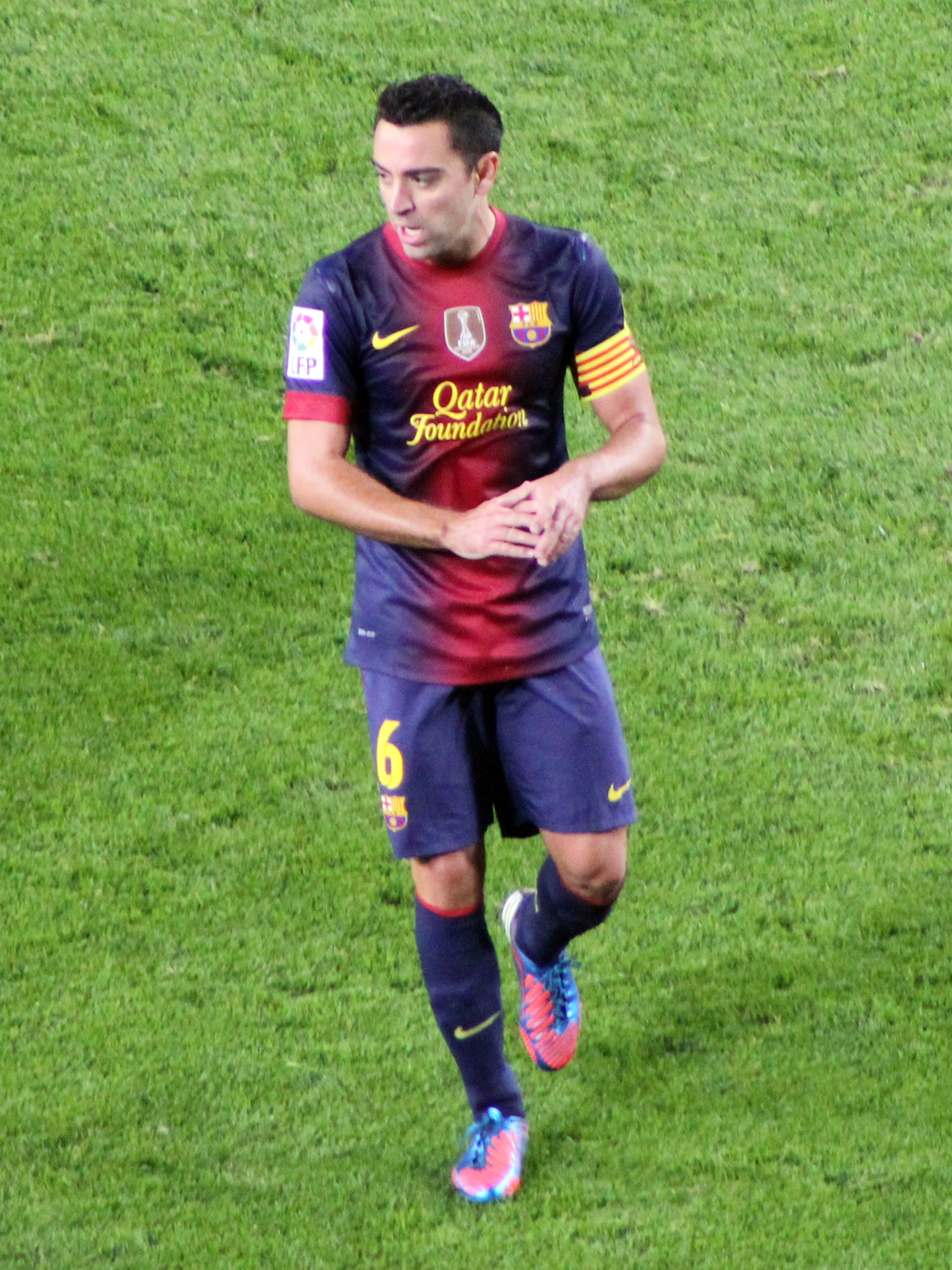
Xavi amb el Barça, 2012

Des de la temporada 2010/11, va ostentar el rècord de ser el jugador que més partits oficials ha jugat amb la samarreta del Barça. El 2 de gener del 2011, en el partit de Lliga davant el Llevant (2-1), Xavi va igualar Migueli, que fins aleshores era el propietari del rècord amb 549 partits disputats amb el club blaugrana. El 25 d'octubre de 2011, en un partit al camp del Granada CF, va superar en Migueli com a jugador amb més partits de lliga disputats amb el Barça, amb 392.

#### 2012–2015: Últims anys i sortida
El 17 de setembre de 2014, en el partit de la primera jornada de la Lliga de Campions que el Barça va disputar al Camp Nou contra l'APOEL FC Nicòsia, Xavi va igualar el rècord de més partits disputats a la Champions que fins llavors posseïa en solitari el madridista Raúl. Amb 142, Xavi empatà amb Raúl i superà Iker Casillas i Ryan Giggs, amb 141. El 6 de juny de 2015 va disputar amb el Barça la final de la Lliga de Campions 2015, a l'Estadi Olímpic de Berlín, entrant de suplent, en un partit que el seu equip guanyà per 1 a 3, contra la Juventus de Torí.

### Al-Sadd
El 21 de maig del 2015, Xavi va anunciar que s'incorporaria al club qatarià Al-Sadd al final de la temporada 2014-15 amb un contracte de tres anys. Segons el seu agent, l'acord implicaria que es convertís en ambaixador de la Copa Mundial de la FIFA 2022 al país, i també que iniciés la seva formació com a entrenador. Va debutar amb l'Al-Sadd en una victòria per 4-0 contra el Mesaimeer el 13 de setembre de 2015, donant una assistència al primer gol de l'equip. En el següent partit, va marcar el seu primer gol amb el club en un empat 2-2 amb l'Umm Salal. L'Al Sadd va acabar la campanya de lliga en tercera posició, cosa que li va permetre accedir a la Lliga de Campions de l'AFC de la temporada següent. Xavi va marcar tres gols durant la temporada. A la Lliga de Campions, l'Al-Sadd va ser eliminat de les rondes de classificació per l'Al-Jazira emiratí a la tanda de penals; Xavi va fallar el llançament.

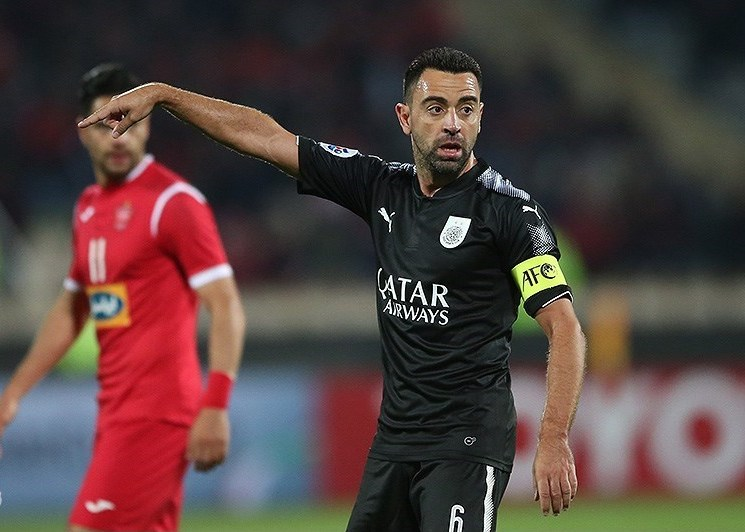
Xavi jugant amb l'Al-Sadd contra el Persòpolis, 2018

Xavi va guanyar el seu primer trofeu amb l'Al Sadd després de la victòria per 2-1 sobre El Jaish a la final de la Copa de Qatar el 29 d'abril de 2017. El 10 de novembre del 2017, Xavi va dir que es retiraria quan el seu contracte amb l'Al Sadd expirés al final de la temporada 2017-18, i que més tard es dedicaria a la carrera d'entrenador. No obstant això, va posposar aquests plans i va signar una pròrroga de contracte de dos anys el 24 de maig de 2018. L'octubre del 2018, l'Al Sadd va arribar a les semifinals de la Lliga de Campions de l'AFC 2018 amb Xavi com a capità, però va ser eliminat pel Persèpolis (2-1).
El 2 de maig de 2019, Xavi va anunciar que es retiraria del futbol professional al final de la temporada. El 20 de maig del 2019, Xavi va jugar l'últim partit de la seva carrera, una derrota per 2-0 davant el Persèpolis a Teheran, que va ser l'últim partit de la fase de grups de la Lliga de Campions de l'AFC; abans del partit, va declarar que li agradaria quedar-se a Qatar després de la seva retirada, i que buscaria començar una carrera com a entrenador, dient: "La idea és començar com a entrenador a Qatar, per posar-me a prova i adquirir experiència".

### Internacional

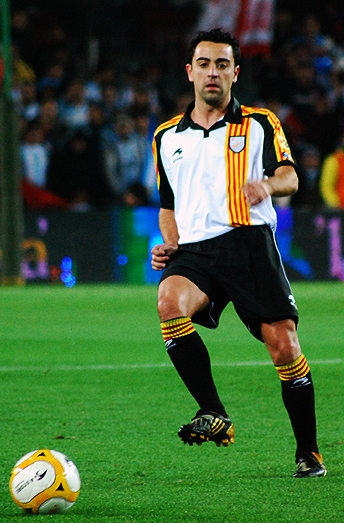
Xavi amb la samarreta de la selecció catalana de futbol.

#### Selecció catalana
El 30 de desembre de 2011 va disputar amb la selecció catalana el Trofeu Catalunya Internacional 2011,  contra la selecció de Tunísia, un partit disputat a l'Estadi Olímpic Lluís Companys, que va acabar en empat a 0.
El 3 de gener de 2013 va disputar amb la selecció catalana el Trofeu Catalunya Internacional 2012,  contra la selecció de Nigèria, un partit disputat a l'Estadi de Cornellà-El Prat, que va acabar en empat a 1.
El 28 de desembre de 2016 va disputar com a titular amb la selecció catalana el Trofeu Catalunya Internacional 2016, un partit contra la selecció de Tunísia que va acabar en empat 3 a 3 i finalment en victòria tunisenca a la tanda de penals.

#### Selecció espanyola

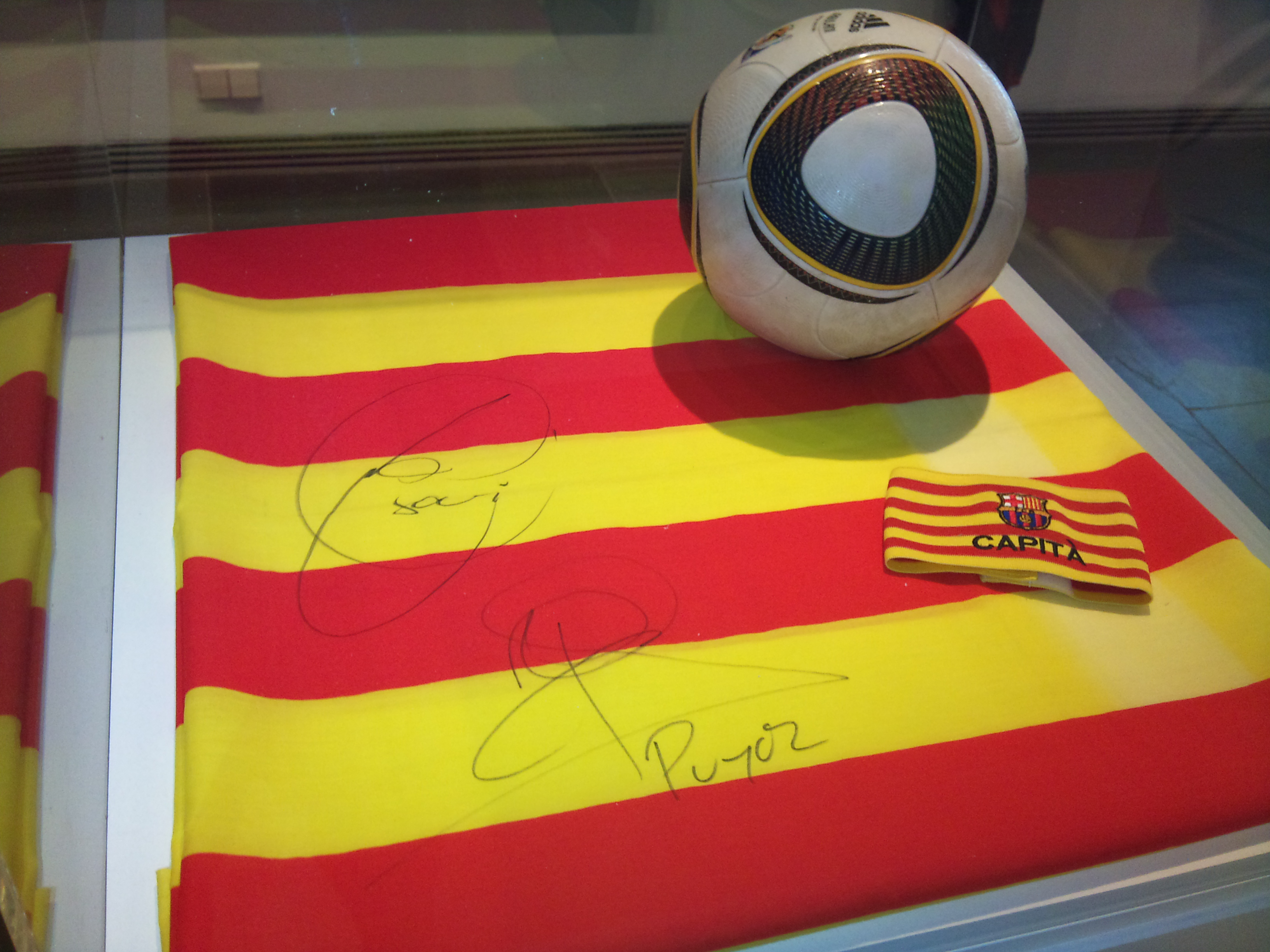
Senyera exhibida pels futbolistes Xavier Hernández i Carles Puyol amb motiu de la victòria de la Selecció Espanyola de futbol a la final de la Copa del Món de 2010. Inclou baló "Jabulani" i un braçalet de capità de Carles Puyol al Futbol Club Barcelona.

Ha estat internacional amb la selecció espanyola en 133 ocasions. El seu debut com a internacional es va produir el 15 de novembre de 2000 al partit Espanya 1-2 Holanda.
El 1999 va liderar la selecció espanyola que es va proclamar campiona del món al Mundial sub 20 jugat a Nigèria contra Japó (4-0), així com la que va guanyar la medalla de plata als Jocs Olímpics de Sydney 2000.
Amb la selecció absoluta ha participat en tres Campionats del Món: el 2002, al Campionat del Món de Corea i Japó, disputant tres partits contra Paraguai, Sud-àfrica i Corea del Sud; el 2006, al Campionat del Món d'Alemanya, prenent part a tots quatre partits del seu equip en el torneig: contra Ucraïna, Tunísia, Aràbia Saudita i França; i al Mundial de Sud-àfrica, on contribuí a la victòria final espanyola l'11 de juliol de 2010, i ell va ser premiat amb la pilota de bronze a la final de la competició.
El 2008 va participar en l'Eurocopa, que va guanyar Espanya, i va ser proclamat millor jugador d'aquell torneig.
El 27 de maig de 2013, entrà a la llista de 26 preseleccionats per Vicente del Bosque per disputar la Copa Confederacions 2013, i posteriorment el 2 de juny, entrà a la llista definitiva de convocats per aquesta competició.
El 31 de maig de 2014 entrà a la llista de 23 seleccionats per Vicente del Bosque per participar en la Copa del Món de Futbol de 2014; aquesta serà la seva quarta participació en un mundial.
El 5 d'agost de 2014 va anunciar que deixava de jugar amb la selecció espanyola, per continuar en actiu només a nivell de club.

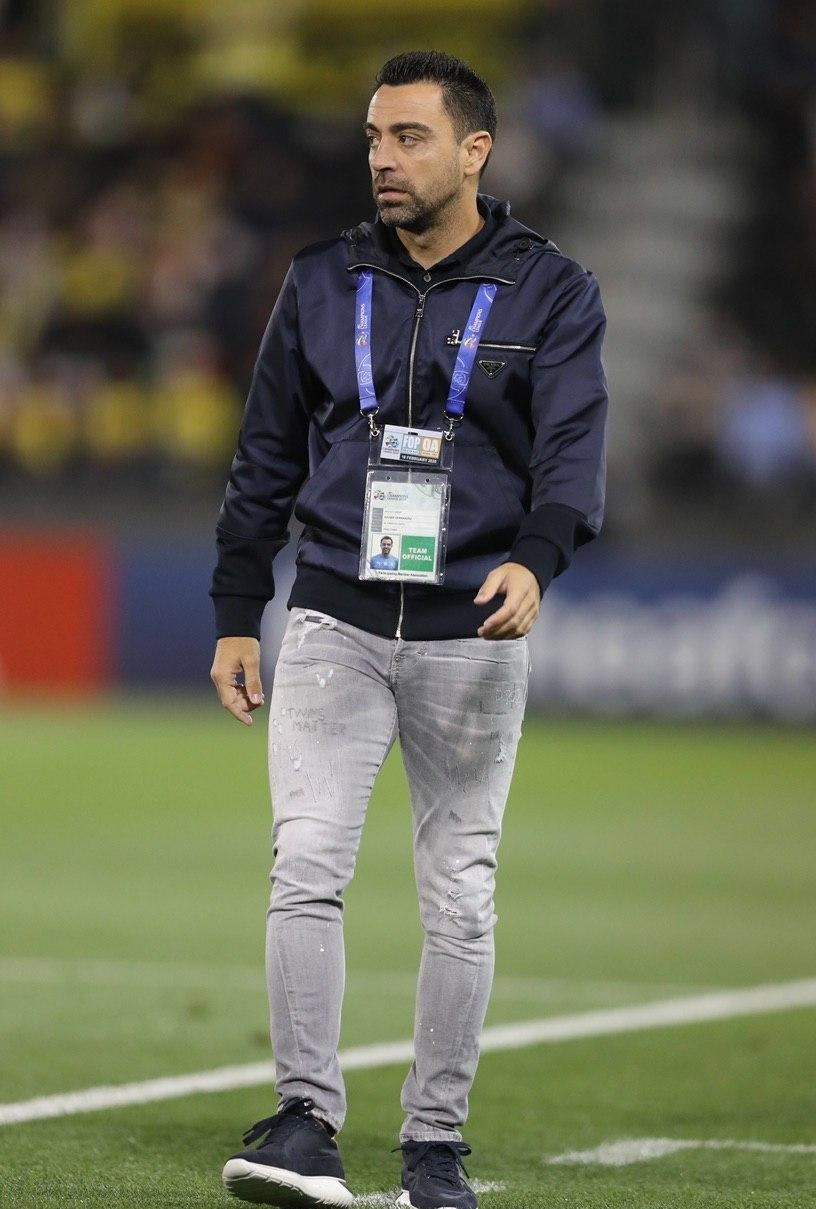
Xavi dirigint l'Al-Sadd en un partit de la Lliga de Campions de l'AFC contra el Sepahan, 18 de febrer de 2020

## Carrera d'entrenador

### Al-Sadd Sports Club
El 28 de maig del 2019 es va anunciar que Xavi assumiria el càrrec d'entrenador de l'Al-Sadd amb un contracte de dos anys. Xavi va ajudar el club a arribar a les semifinals de la Lliga de Campions de l'AFC, on va ser eliminat per l'Al-Hilal FC per un global de 6-5. A la lliga, el club va acabar tercer. A la temporada 2019-20, Xavi va portar el seu equip a guanyar tres tornejos nacionals. A la Lliga de Campions de l'AFC de 2020, l'Al Sadd va arribar als vuitens de final, però va ser eliminat pel Persèpolis (1-0).

### FC Barcelona
El 6 de novembre del 2021, el Barça va anunciar que Xavi en seria el nou entrenador substituint Ronald Koeman, amb contracte fins a la temporada 2023-2024. Fou presentat als socis el 8 de novembre. Després de la seva arribada, Xavi va implementar regles més estrictes per als jugadors que incloïen la reintroducció de multes, l'arribada anticipada a l'entrenament i el seguiment de les activitats dels jugadors fora del camp.
En el seu primer partit com a entrenador blaugrana, el Barça va vèncer el seu rival ciutadà, l'Espanyol per 1–Ronald Koeman0 al Camp Nou en partit de lliga, i va guanyar així el seu primer derbi barceloní com a entrenador. El 4 de desembre, Xavi va patir la seva primera derrota com a entrenador del Barcelona després de perdre per 1-0 contra el Reial Betis a casa a la Lliga. Xavi es va fer càrrec de l'equip quan restaven dos partits de la fase de grups de la UEFA Champions League 2021–22. Després d'empatar 0–0 amb el SL Benfica al Camp Nou el 23 de novembre i de perdre 3-0 davant l'FC Bayern de Múnic el 8 de desembre a l'Allianz Arena, el Barça va acabar tercer a la fase de grups de la Champions League, cosa que va provocar jugar les eliminatòries de la Europa League.
El 12 de gener de 2022, en el seu primer Clàssic al capdavant, el Barça va ser derrotat pel Reial Madrid per 2–3 al final de la pròrroga a la Semifinal de la Supercopa d'Espanya. El Barça va patir també una eliminació anticipada de la Copa del Rei després de ser derrotat per l'Athletic Club per 3–2 al final de la pròrroga als setzens de final. Al mercat d'hivern, el Barça va reforçar l'atac amb els fitxatges de Ferran Torres i Pierre-Emerick Aubameyang i Adama Traoré cedits. Després d'uns primers mesos difícils per a Xavi, el Barça va canviar ràpidament la seva forma amb els nous fitxatges jugant un paper important en el procés. L'equip va entrar en una ratxa de 14 partits invicte començant amb una victòria per 0-1 contra el Deportivo Alavés a la Lliga; durant aquesta ratxa va marcar quatre gols en 6 d'11 partits i també es va classificar per als quarts de final de la Lliga Europa. El 20 de març, Xavi va guanyar el seu primer Clàssic com a entrenador derrotant el Reial Madrid per 0-4 a la Lliga a l'Santiago Bernabéu, posant fi a la seva ratxa de cinc derrotes consecutives de Clàssics i ampliant la seva ratxa invicta fins a 12 partits. El 14 d'abril, Xavi i els seus homes, que estaven a punt d'una remuntada monumental, van ser eliminats dels quarts de final de la Lliga Europa de la UEFA 2021-22 per l'Eintracht Frankfurt. A la Lliga, Xavi va portar el Barça a al segon lloc, des de la novena posició on era quan se'n va fer càrrec.
A la Lliga de Campions de la UEFA 2022-23, el Barça va acabar tercer del seu grup darrere del Bayern de Múnic i l'Inter de Milà per caure a la Europa League per segona vegada consecutiva. El 15 de gener de 2023, el Barça va guanyar el seu primer títol amb Xavi, després d'una victòria per 3-1 contra el Reial Madrid a la Supercopa d'Espanya. El 14 de maig de 2023, Xavi va guanyar la Lliga 2022-23 amb el Barça després de derrotar el RCD Espanyol per 4-2, acumulant 82 punts en 33 partits, amb l'Atlètic de Madrid 13 punts per sota amb 69 punts; l'equip va encaixar només 11 gols en 33 partits, cosa que s'acostava de manera amenaçadora al millor rècord defensiu establert per l'Atlètic de Madrid la temporada 2015-16 (18 gols en 38).
El 24 de maig de 2024 s'anuncià la seva destitució com a entrenador del Futbol Club Barcelona, càrrec en el qual seria rellevat pocs dies més tard per l'alemany Hansi Flick. En l'acord amb el Barça, Xavi renunciava als 11 milions del seu sou, però reclamava els 2,5 milions de la clàusula per sortir de Qatar. El Barça també pagaria els 4 milions íntegres que l'staff de Xavi tenia signats.

## Estil de joc

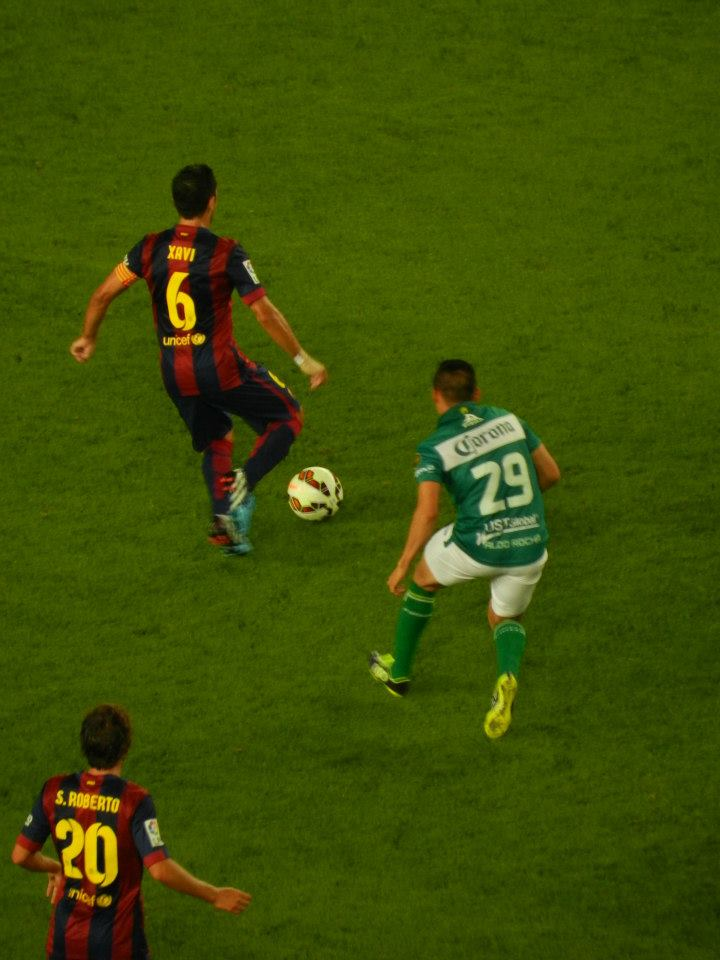
Xavi solia eludir els jugadors amb un gir de 360° (la pelopina), abans de trobar un company amb una passada mil·limètrica

Xavi és considerat com a un dels millors centrecampistes de tots els temps, basant-se principalment en la seva capacitat per trobar i aprofitar els espais com a creador de joc en profunditat. Com ell mateix va dir: "Això és el que faig: buscar espais. Tot el dia. Sempre estic buscant". En trobar l'espai, apareixia perquè un company rebés i després passés la pilota, com deia el seu entrenador Pep Guardiola: "Rebo la pilota, dono la pilota, rebut la pilota, dono la pilota". Un jugador diminut, compost, àgil i tècnicament hàbil, amb un físic prim i un centre de gravetat baix, aquestes característiques compensaven la seva falta de velocitat o físic. El moviment més característic de Xavi quan estava en possessió de la pilota era un gir de 360 graus, una finta coneguda com 'la pelopina', que li permetia allunyar-se del jugador contrari, mantenir la possessió i li donava espai i temps amb la pilota per pensar en la següent passada. En la seva joventut, també havia jugat com a central, abans de ser canviat a la posició de migcampista. Encara que principalment era un migcampista central al Barça, sovint jugava en un paper de migcampista més avançat amb Espanya.
Encara que no era conegut per la seva capacitat per encarar, ni per ser prolífic davant la porteria, l'extraordinària visió de joc de Xavi, les seves passades precises, el seu excel·lent moviment sense pilota, la seva magnífica lectura del joc, el seu sentit de la posició i el seu control de la pilota li van permetre crear ocasions per als seus companys i marcar el ritme del joc al centre del camp, mentre que poques vegades cedia la possessió. Aquestes qualitats es van posar de manifest en la seva actuació durant la victòria d'Espanya en el Mundial de 2010, on va mantenir un 91% d'encert en les passades durant tot el torneig, a més de fer dues assistències, de manera que Espanya va dominar la possessió de la pilota durant tota la competició.
El president del Barcelona, Sandro Rosell, va considerar que Xavi, juntament amb Lionel Messi, Andrés Iniesta i Sergio Busquets, havia perfeccionat l'estil de joc tiki-taka del club, introduït per l'antic entrenador Johan Cruyff. No obstant, malgrat ser principalment un jugador creatiu, també era capaç de marcar gols ell mateix, a més d'assistir-los. La creativitat de Xavi, la seva varietat de passades i el seu conjunt únic d'habilitats han portat molts a l'esport a considerar-ho com un dels millors passadors i un dels millors creadors de joc de la història. A més de la seva capacitat de joc, Xavi també va ser elogiat pel seu lideratge.

## Vida personal
En l'àmbit personal, l'any 2013 es va casar amb la periodista i amiga d'adolescència Núria Cunillera, amb qui va ser pare d'una nena el 2016, l'Àsia, i d'un nen el 2018, el Dan. Una relació que, tot i l'impacte mediàtic del futbolista blaugrana, sempre s'ha caracteritzat per la discreció i la privacitat.

## Taula de partits
Actualitzat a final de carrera esportiva.
| Club           | Div.          | Temporada     | Lliga   | Lliga | Copa del Rei | Copa del Rei | UEFA    | UEFA | Altres  | Altres | Total   | Total |
| Club           | Div.          | Temporada     | Partits | Gols  | Partits      | Gols         | Partits | Gols | Partits | Gols   | Partits | Gols  |
| -------------- | ------------- | ------------- | ------- | ----- | ------------ | ------------ | ------- | ---- | ------- | ------ | ------- | ----- |
| FC Barcelona B | 2a B          | 1997–98       | 33      | 2     | -            | -            | -       | -    | -       | -      | 33      | 2     |
| FC Barcelona B | 2ªA           | 1998–99       | 28      | 0     | -            | -            | -       | -    | -       | -      | 28      | 0     |
| FC Barcelona B | 2a B          | 1999–00       | 4       | 1     | -            | -            | -       | -    | -       | -      | 4       | 1     |
| FC Barcelona B | Total         | Total         | 61      | 3     | -            | -            | -       | -    | -       | -      | 65      | 3     |
| FC Barcelona   | 1a            | 1998–99       | 17      | 1     | 2            | 0            | 6       | 0    | 1       | 1      | 26      | 2     |
| FC Barcelona   | 1a            | 1999–00       | 24      | 0     | 4            | 1            | 10      | 1    | 0       | 0      | 38      | 2     |
| FC Barcelona   | 1a            | 2000–01       | 20      | 2     | 7            | 0            | 9       | 0    | -       | -      | 36      | 2     |
| FC Barcelona   | 1a            | 2001–02       | 35      | 4     | 1            | 0            | 16      | 0    | -       | -      | 52      | 4     |
| FC Barcelona   | 1a            | 2002–03       | 29      | 2     | 1            | 0            | 14      | 1    | -       | -      | 44      | 3     |
| FC Barcelona   | 1a            | 2003–04       | 36      | 4     | 6            | 0            | 7       | 1    | -       | -      | 49      | 5     |
| FC Barcelona   | 1a            | 2004–05       | 36      | 3     | 1            | 0            | 8       | 0    | -       | -      | 45      | 3     |
| FC Barcelona   | 1a            | 2005–06       | 16      | 0     | 0            | 0            | 4       | 0    | 2       | 0      | 22      | 0     |
| FC Barcelona   | 1a            | 2006–07       | 35      | 3     | 7            | 2            | 8       | 0    | 4       | 1      | 54      | 6     |
| FC Barcelona   | 1a            | 2007–08       | 35      | 7     | 7            | 1            | 12      | 1    | -       | -      | 54      | 9     |
| FC Barcelona   | 1a            | 2008–09       | 35      | 6     | 5            | 1            | 14      | 3    | -       | -      | 54      | 10    |
| FC Barcelona   | 1a            | 2009–10       | 34      | 3     | 3            | 2            | 12      | 1    | 4       | 1      | 53      | 7     |
| FC Barcelona   | 1a            | 2010–11       | 31      | 3     | 6            | 0            | 12      | 2    | 1       | 0      | 50      | 5     |
| FC Barcelona   | 1a            | 2011–12       | 31      | 10    | 7            | 2            | 10      | 1    | 3       | 1      | 51      | 14    |
| FC Barcelona   | 1a            | 2012–13       | 30      | 5     | 5            | 0            | 11      | 1    | 2       | 1      | 48      | 7     |
| FC Barcelona   | 1a            | 2013–14       | 30      | 3     | 5            | 0            | 10      | 1    | 2       | 0      | 47      | 4     |
| FC Barcelona   | 1a            | 2014–15       | 31      | 1     | 3            | 0            | 10      | 0    | -       | -      | 44      | 1     |
| FC Barcelona   | Total         | Total         | 505     | 58    | 70           | 9            | 173     | 13   | 19      | 5      | 767     | 84    |
| Total club     | Total club    | Total club    | 566     | 61    | 70           | 9            | 173     | 13   | 19      | 5      | 828     | 87    |
| Al-Sadd        |               |               |         |       |              |              |         |      |         |        |         |       |
| 1a             | 2015-16       | 24            | 3       | 4     | 0            | -            | -       | 1    | 0       | 29     | 3       |       |
| 1a             | 2016-17       | 26            | 10      | 6     | 0            | -            | -       | 1    | 0       | 33     | 10      |       |
| 1a             | 2017-18       | 18            | 6       | 2     | 0            | -            | -       | 10   | 1       | 30     | 7       |       |
| 1a             | 2018-19       | 14            | 2       | 3     | 0            | -            | -       | 4    | 3       | 21     | 5       |       |
| Total club     | Total club    | 82            | 21      | 15    | 0            | 16           | 4       | -    | -       | 113    | 25      |       |
| Total carrera  | Total carrera | Total carrera | 587     | 79    | 99           | 12           | 194     | 18   | 19      | 5      | 882     | 109   |

## Palmarès

### Com a jugador
FC Barcelona
- 8 Lligues espanyoles (1998-99, 2004-05, 2005-06, 2008-09, 2009-10, 2010-11, 2012-13 i 2014-15)
- 3 Copes del Rei (2008-09, 2011-12 i 2014-15)
- 6 Supercopes d'Espanya (2005, 2006, 2009, 2010, 2011 i 2013)
- 4 Lligues de Campions (2005-06, 2008-09, 2010-11 i 2014-15)
- 2 Supercopes d'Europa (2009 i 2011)
- 2 Campionats del Món de Clubs (2009 i 2011)
- 5 Copes Catalunya (2003-04, 2004-05, 2006-07, 2012-13 i 2013-14)

Al-Sadd SC Doha
- 1 Lliga de Qatar (2018-19)
- 1 Copa Príncep de la Corona de Qatar (2016-17)
- 1 Copa de l'Emir de Qatar (2016-17)
- 1 Copa del Xeic Jassem de Qatar (2017)

Selecció espanyola
- 1 Medalla de plata als Jocs Olímpics de Sydney (2000)
- 1 Campionat del Món Sub 20 (1999)
- 2 Eurocopes: (2008 i 2012)
- 1 tercer lloc a la Copa Confederacions de la FIFA (2009)
- 1 Copa del Món de la FIFA (2010)

### Com a entrenador
Al-Sadd SC Doha
- 1 Lliga de Qatar (2020-21)
- 2 Copes Príncep de la Corona de Qatar (2019-20, 2020-21)
- 2 Copes de l'Emir de Qatar (2019-20, 2020-21)
- 1 Copa del Xeic Jassem de Qatar (2019)
- 1 Copa de les Estrelles de Qatar (2019-20)

FC Barcelona
- 1 Supercopa d'Espanya (2023)
- 1 Lliga espanyola (2022-23)

### Individual
- Millor jugador de l'Eurocopa 2008[130][131]
- Escollit el 2008 integrant del millor equip segons FifPro.
- Millor constructor de joc del món el 2008 segons la IFFHS.[132]
- 5a posició a la Pilota d'Or 2008.
- 5a posició al FIFA World Player 2008.
- Inclòs a l'onze ideal de la FIFA 2008
- Inclòs a l'onze ideal de la UEFA 2008
- Millor jugador de la final de la Lliga de Campions de la UEFA 2008-09
- Millor centrecampista de la Lliga de Campions de la UEFA 2008-09
- 3a posició a la Pilota d'Or 2009.[26]
- Premi Don Balón al jugador revelació de la Lliga temporada 1998-1999.
- Premi Catalunya de l'Esport 2010.[133]
- Premi World Soccer's World Player of the year concedit per la revista WorldSoccer al millor futbolista del 2010
- 3a posició a la FIFA Pilota d'Or 2010.
- Millor constructor de joc del món el 2010 segons la IFFHS.[134]
- Pilota de Plata del Mundial de Clubs de la FIFA 2011
- Equip Ideal de l'Eurocopa 2012